# Aljaž Bedene
Aljaž Bedene (født 18. juli 1989 i Ljubljana, Jugoslavien) er en professionel mandlig tennisspiller fra Slovenien.